# 夏目ナナのキラキラ☆moonbow
夏目ナナのキラキラ☆moonbow（なつめナナのキラキラムーンボー）は、ミュージックバードで、2007年10月5日から2008年3月28日まで、毎週金曜日の19:00-20:00（JST）に生放送されていた番組である。この番組はエフエムふくやまの協力により千里ニュータウンFM放送によって制作され、ミュージックバードによって一部のコミュニティ放送局でもネットされていた。なお、一部ネット局では放送時間が異なる。

## 概要
夏目ナナが関西弁トークを繰り広げる。

## タイムテーブル
（2007年11月）
- 19:00-19:05 オープニング
- 19:05-19:30 トーク・音楽
- 19:30-19:50 リスナーメッセージ・音楽
- 19:50-20:00 エンディング